# Лоредана Берте
Лоредана Берте (італ. Loredana Berté; 20 вересня 1950, Баньяра-Калабра) — італійська співачка.

## Біографія
Лоредана Берте, італ. Loredana Berté народилася 20 вересня 1950 року в місті Баньяра-Калабра Калабрія (Південна Італія). У юному віці, до початку співочої кар'єри, працювала моделлю, позуючи для фотографів і художників.
Кар'єру співачки почала в середині 70-х з альбому «Streaking» (1974). Роком пізніше балада її «Sei belissima» зайняла верхні рядки італійських хіт-парадів, і досі ця пісня є одним з головних хітів Берте.
Наприкінці 70-х — початку 80-х років Лоредана Берте перейшла до музики регі та фанк (зокрема, вона виконала перший регі італійською мовою — «E la luna busso», а також перший італійський реп «Movie»). У 1982 році відбулася зміна продюсера — замість Маріо Лавецці з'явився Івано Фоссаті, за допомогою якого був записаний хітовий альбом «Translocano», що містив знакову пісню «Non sono una signora», також цього року брала участь у записі альбому Адріано Челентано «Uh… uh…». Потім з'явилися два найвідоміших диски Берте — «Jazz» (1983) і «Savoir faire» (1984), що стали дуже популярними по обидва боки океану на хвилі загальної любові до італійської музики. У 1989 році Берте виходить заміж за чемпіона світу з тенісу Бйорна Борга. Приблизно в цей же час Лоредана пробує себе в рок-музиці з альбомом «Io» (1988), цей альбом продюсує Коррадо Рустічі, що працював також з Вітні Г'юстон.
У 1993 році Берті розлучається з чоловіком, виступає з сестрою Міа Мартіні на фестивалі в Сан-Ремо, і випускає новий альбом «Ufficialmente dispersi». У 1994–1995 роках виходить кілька нових хітів, а також перший концертний реліз і збірник суперхітів співачки. У 1995 році у зв'язку зі смертю сестри відбувається перерва у творчості. У 1996 році вийшов альбом, повністю присвячений сестрі, виконаний у хард-роковому стилі. У 1998 році вийшов другий концертний реліз співачки, цього разу у супроводі симфонічного оркестру. Потім почався довгий період пошуку нових тем, а також нових продюсерів.
Лише у вересні 2005 року вийшов новий альбом співачки «Babyberté», також у жовтні цього ж року брала участь у телешоу Челентано «Рок-політика». 2006 року цей альбом вийшов у комплекті з кліпами Лоредани Берте на DVD.

## Дискографія
- Streaking (1974)
- Normale o super (1976)
- TIR (1977)
- Bandaberté (1979)
- LoredanaBerté (1980)
- Made in Italy (1981)
- Traslocando (1982)
- Jazz (1983)
- Lorinedita (1983)
- Savoir faire (1984)
- Carioca (1985)
- Fotografando (1986)
- Io (1988)
- Best (1991)
- Ufficialmente dispersi (1993)
- Bertex, ingresso libero (1994)
- Ufficialmente ritrovati (1995)
- Un pettirosso da combattimento (1997)
- Decisamente Loredana (1998)
- Babyberté (2005)
- BabybBerté — special edition Buch+cd+dvd (2006)
- Babyberté live 2007 (2007)
- Bertilation (2008)
- Lola & Angiolina project (2009)